# 1993 FH38
1993 FH38 är en asteroid i huvudbältet som upptäcktes den 19 mars 1993 av UESAC vid La Silla-observatoriet.
Asteroiden har en diameter på ungefär 6 kilometer och den tillhör asteroidgruppen Nysa.